# اختزال بيرتش
اختزال بيرتش هو تفاعل كيميائي مهم في الاصطناع العضوي ينسب إلى مكتشفه الكيميائي الأسترالي آرثر بيرتش Arthur Birch والذي اكتشفه سنة 1944 أثناء عمله في مختبر دايسون بيرينز Dyson Perrins Laboratory في جامعة أكسفورد؛ وذلك اعتماداً على أعمال سابقة من Wooster و Godfrey سنة 1937.
على العكس من تفاعل الهدرجة الذي يحول المركب العطري إلى حلقي الهكسان؛ فإن التفاعل هنا يقوم بتحويل المركبات العطرية إلى مشتقات من 4،1-حلقي الهكساديين وذلك بإجراء تفاعل اختزال عضوي للحلقة العطرية باستخدام الصوديوم أو الليثيوم أو البوتاسيوم في وسط من الأمونيا بوجود كحول مثل الإيثانول أو ثالثي البوتانول.
كمثال على ذلك اختزال النفثالين:
هناك العديد من المنشورات والمقالات العلمية التي راجعت هذا النوع من التفاعلات.

## اقرا أيضاً
- اختزال بيشامب
- اختزال كليمينسن